# Józef Piotr Kupny
Józef Piotr Kupny (Dąbrówka Wielka, 23 febbraio 1956) è un arcivescovo cattolico polacco, dal 18 maggio 2013 arcivescovo metropolita di Breslavia.

## Biografia

### Giovinezza e formazione
Józef Piotr Kupny è nato il 23 febbraio 1956 a Dąbrówka Wielka, nel comune di Piekary Śląskie dal 1975, in Polonia. È stato battezzato nella chiesa parrocchiale di Nostra Signora dell'Aiuto dei Cristiani, il 4 marzo successivo. Più tardi, la sua famiglia si è trasferita a Chorzów Stary, e poi a Chorzów Batory. Ha ricevuto il sacramento della confermazione il 20 aprile 1968 nella chiesa parrocchiale di San Maria Maddalena a Chorzów Stary. Dal 1963 al 1971, ha frequentato la Scuola Primaria n° 27 a Chorzów Stary. Nel 1971 si è iscritto nella scuola superiore della piccola città natale, il "IV Liceum Ogólnokształcące im. Marii Skłodowskiej-Curie w Chorzowie', dove si è laureato nel 1975. Successivamente ha deciso di seguire la sua vocazione sacerdotale, così si è iscritto al Seminario Maggiore di Cracovia, sede trasferitasi a Katowice nel 1980. Due settimane dopo l'iscrizione, è stato però costretto, come tutti i giovani, a prestare il servizio militare obbligatorio per due anni, dal 1975 al 1977.
Alla fine del servizio ha ripreso gli studi, ed è stato ordinato diacono il 28 febbraio 1982, per mano di Herbert Bednorz, vescovo di Katowice. Dopo un anno, il 31 marzo 1983, è stato ordinato presbitero nella Cattedrale di Cristo Re di Katowice, dallo stesso vescovo. Non molto tempo dopo, ha ricevuto una laurea magistrale in teologia dalla Pontificia Università Giovanni Paolo II, con una tesi dal titolo di "Nauczanie społeczne Jana Pawła II w czasie wizyty-pielgrzymki w Polsce", sul magistero sociale di papa Giovanni Paolo II durante il suo pellegrinaggio in Polonia, durato dal 2 al 10 giugno 1979.
Ha continuato i suoi studi nel campo della teologia presso l'Accademia Teologica Cattolica di Varsavia e al comitato consultivo di Katowice. Nel 1986 il brillante lavoro della sua tesi sulla visita del papa gli ha fatto ottenere un baccalaureato in teologia. Dal 1986 al 1990 ha studiato presso l'Università Cattolica Giovanni Paolo II di Lublino, dove ha ottenuto una laurea con la sua tesi "Il condizionamento sociale dello sviluppo della persona nel magistero di Giovanni Paolo II". Nel 1993 ha ottenuto il dottorato con la tesi "Fondamenti antropologici della dottrina sociale di Giovanni Paolo II".

### Ministero sacerdotale
Dal 1983 al 1984 ha lavorato come vicario nella parrocchia di Santa Croce e della Madonna della Salute degli Infermi a Katowice. Nel 1984 è stato nominato assistente presso la comunità di Nostra Signora di Bakers nella stessa città. L'anno seguente, quando la comunità è divenuta una parrocchia, ne è diventato vicario parrocchiale.
Nel 1992 è divenuto assistente, e successivamente, nel 1998, professore assistente presso il Dipartimento di Dottrina sociale della Chiesa cattolica dell'Università Cattolica Giovanni Paolo II di Lublino. È stato anche professore di dottrina sociale nel ramo dell'Università di Lublino di Stalowa Wola, nell'Istituto Superiore di Cultura Religiosa, nella Facoltà di Teologia e in quella di Scienze Sociali a Katowice. Nel 1993, è divenuto docente di sociologia della religione e sociologia nella parrocchia presso il Seminario Maggiore di Katowice. Ha insegnato anche presso la Facoltà di Teologia all'Università Cattolica.
Nel 1999 è divenuto membro del comitato di redazione della rivista "Śląskie Studia Historyczno-Teologiczne". Lo stesso anno, durante la visita di papa Giovanni Paolo II, durata dal 5 al 17 giugno, in occasione del II Sinodo Plenario Nazionale Polacco, ha sottoscritto alcuni documenti di carattere socio-economico. Nell'agosto 2001 è stato rettore del Seminario Maggiore di Katowice. Nello stesso anno è diventato il vicedirettore del Dipartimento di Pastorale Generale della Curia diocesana di Katowice. Nel 2001 è stato membro del consiglio arcivescovo dei sacerdoti, e nel 2003 del collegio dei consultori.
Il 13 febbraio 2003 papa Giovanni Paolo II lo ha insignito della dignità di Cappellano di Sua Santità. È stato membro della Società Teologica Polacca, dell'Associazione Sociologica Polacca e della Società Scientifica dell'Università Cattolica di Lublino.

### Ministero episcopale

Stemma di mons. Kupny quando era vescovo ausiliare di Katowice

Il 21 dicembre 2005 papa Benedetto XVI lo ha nominato vescovo titolare di Vanariona ed ausiliare di Katowice. La sua nomina gli è stata comunicata dalla nunziatura apostolica in Polonia. La sua consacrazione episcopale è avvenuta il 4 febbraio 2006, nella cattedrale di Cristo Re, per mano di Damian Zimoń, arcivescovo di Katowice, assistito da Wiktor Paweł Skworc, vescovo di Tarnów e futuro arcivescovo di Katowice, e da Stefan Cichy, vescovo di Legnica. Come suo motto episcopale il neo vescovo ha scelto Christus dilexit nos, che significa "Cristo ci ha amato". Solo dopo tre giorni, il 7 febbraio, è stato nominato anche vicario generale della stessa diocesi.
Nel 2009 è stato insignito del titolo onorifico di membro dell'Ordine Equestre del Santo Sepolcro di Gerusalemme, ricevendo il grado di Commendatore con Placca.
Nel quadro della Conferenza Episcopale della Polonia, ha svolto molti compiti. Nel giugno 2008 è stato eletto come delegato per i Movimenti e le Associazioni cattoliche. Nel giugno 2011, è stato eletto presidente del Consiglio di Amministrazione Sociale. Dall'ottobre 2012 al maggio 2013 è stato membro del Consiglio permanente come uno dei due vescovi ausiliari della Conferenza. Due anni dopo, nel giugno 2013, è stato rieletto a questo corpo, questa volta come uno dei sei vescovi diocesani. Nello stesso anno, è divenuto presidente del capitolo "Śląskiej Nagrody im. Juliusza Ligonia". Egli è inoltre l'autore principale del documento sociale episcopale "Episkopatu w trosce o człowieka i dobro wspólne z 2012".

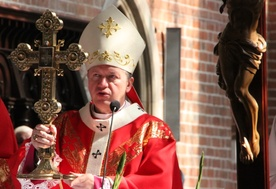
Kupny con indosso il pallio.

Il 18 maggio 2013 papa Francesco, dopo aver accettato la rinuncia per motivi d'età del settantacinquenne Marian Gołębiewski, lo ha nominato nuovo arcivescovo di Breslavia. Ha canonicamente iniziato il suo nuovo ufficio il 16 giugno successivo, e lo stesso giorno ha fatto il suo ingresso nella cattedrale metropolitana di San Giovanni Battista a Breslavia. Ha assunto, inoltre, la carica di Gran Cancelliere della Pontificia Facoltà di Teologia di Breslavia. Come metropolita, ha ricevuto il pallio dalle mani di papa Francesco nella Basilica di San Pietro in Vaticano, il 29 giugno 2013.
Dal 14 marzo 2024 è vicepresidente della Conferenza episcopale polacca. In seno alla stessa è co-presidente della Commissione mista dei rappresentanti del governo della Repubblica di Polonia e dell'episcopato polacco, delegato per la pastorale dei lavoratori, delegato per la pastorale degli imprenditori e dei datori di lavoro e membro dell'équipe del delegato per la pastorale dell'emigrazione polacca.

## Genealogia episcopale e successione apostolica
La genealogia episcopale è:
- Cardinale Scipione Rebiba
- Cardinale Giulio Antonio Santori
- Cardinale Girolamo Bernerio, O.P.
- Vescovo Claudio Rangoni
- Arcivescovo Wawrzyniec Gembicki
- Arcivescovo Jan Wężyk
- Vescovo Piotr Gembicki
- Vescovo Jan Gembicki
- Vescovo Bonawentura Madaliński
- Vescovo Jan Małachowski
- Arcivescovo Stanisław Szembek
- Vescovo Felicjan Konstanty Szaniawski
- Vescovo Andrzej Stanisław Załuski
- Arcivescovo Adam Ignacy Komorowski
- Arcivescovo Władysław Aleksander Łubieński
- Vescovo Andrzej Stanisław Młodziejowski
- Arcivescovo Kasper Kazimierz Cieciszowski
- Vescovo Franciszek Borgiasz Mackiewicz
- Vescovo Michał Piwnicki
- Arcivescovo Ignacy Ludwik Pawłowski
- Arcivescovo Kazimierz Roch Dmochowski
- Arcivescovo Wacław Żyliński
- Vescovo Aleksander Kazimierz Bereśniewicz
- Arcivescovo Szymon Marcin Kozłowski
- Vescovo Mečislovas Leonardas Paliulionis
- Arcivescovo Bolesław Hieronim Kłopotowski
- Arcivescovo Jerzy Józef Elizeusz Szembek
- Vescovo Stanisław Kazimierz Zdzitowiecki
- Cardinale Aleksander Kakowski
- Cardinale August Hlond, S.D.B.
- Cardinale Stefan Wyszyński
- Cardinale Józef Glemp
- Arcivescovo Damian Zimoń
- Arcivescovo Józef Piotr Kupny

La successione apostolica è:
- Vescovo Jacek Kiciński, C.M.F. (2016)
- Vescovo Maciej Małyga (2022)
- Vescovo Piotr Wawrzynek (2023)